# Judenta von Hagenbuch
Judenta von Hagenbuch († 4. September 1254 in Zürich) war von 1229 bis 1254 die dritte thurgauische Äbtissin des Fraumünsters in Zürich. Ihr wurde von König Heinrich (VII.) der Titel einer Reichsfürstin zugesprochen. Wegen Streitigkeiten mit der Stadt Zürich bestätigte ihr 1241 König Konrad IV. das Münzrecht. Auf ihren Münzen bildet sie die zwei Köpfe von St. Felix und St. Regula ab, zweien der drei Zürcher Stadtpatrone. In ihren letzten Regierungsjahren ordnete sie den Umbau des Querschiffs der Klosterkirche an, den sie «zur Hälfte ausgeführt habe», womit wohl die Hälfte der späteren Höhe gemeint ist. Sie begann es in romanischem Stil, während eine ihrer Nachfolgerinnen, Äbtissin Elisabeth von Wetzikon (1270–1298), den grösseren Teil des Querschiffs im gotischen Stil hinzufügte. Judentas (Judiths) Bautätigkeit war auch Heinrich Murer bekannt, der Mitte des 17. Jahrhunderts folgende Kurzbiographie in seine Chronik des Klosters Fraumünster einfügte: 

«Iuditha. Nach Verfliesung LXXXI Jahren […]: finden wir Frauw Judith vonn Hagenbuoch so Anno Domini MCCLIII zum Frauw Munster Abbtissin [war] und regierte, die solle auch etwas am Chor im Muenster gebauwen haben.»

Etliche ihrer Grundstückskäufe, -verkäufe, Legat- und Lehensangelegenheiten sind belegt, sie verlieh z. B. dem Zisterzienserkloster Wettingen ein Haus in Zürich oder erwarb in Uri von Burchard von Belp die Leibeigenen gleich mit.